# Glory (satellite)
Pour les articles homonymes, voir Glory.

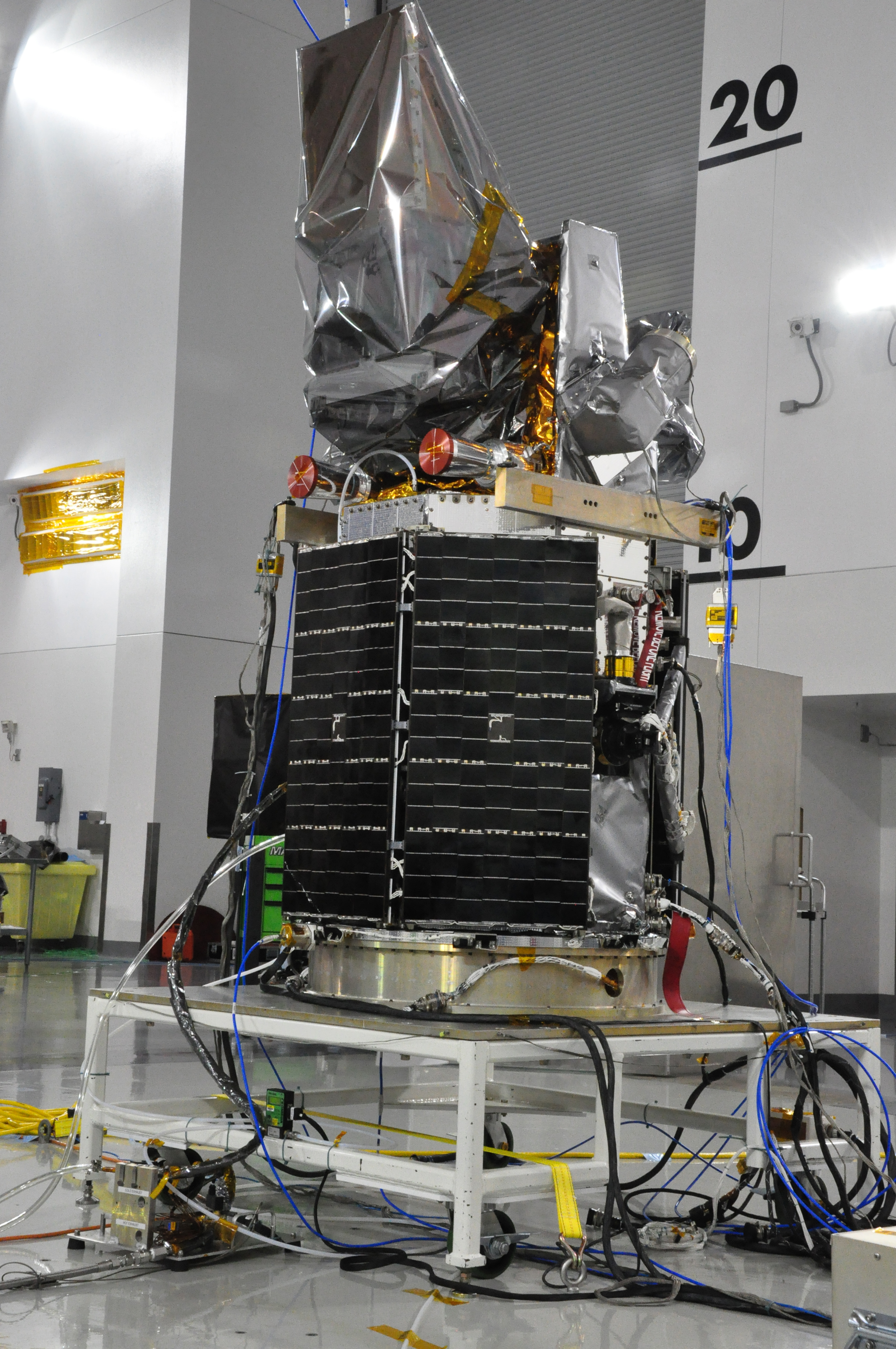
Le satellite peu avant son lancement.

Glory est un satellite scientifique du programme Earth Observing System de la NASA, l'agence spatiale des États-Unis, chargé de déterminer les caractéristiques des aérosols présents dans l'atmosphère terrestre et de mesurer avec précision l'irradiance totale du Soleil. Il doit faire partie du A-train, une série de satellites consacrés à l'observation de l'atmosphère terrestre, mais est perdu au cours de son lancement qui a lieu le 4 mars 2011.

## Historique
Le projet de développement de Glory, proposé par le centre de vol spatial Goddard de la NASA, est approuvé en 2003. Début 2005, la NASA, qui rencontre des difficultés budgétaires, décide d'annuler la mission dont le coût est évalué à 208 millions de dollars américains en choisissant d'installer le principal instrument, le polarimètre à bord d'un satellite NPOESS. Finalement sous la pression de plusieurs élus, la NASA décide au cours de l'été 2005 de rétablir la mission avec une date de lancement programmée fin 2008. Glory est perdu le 4 mars 2011 au cours de son lancement par un lanceur Taurus XL depuis la base de lancement de Vandenberg et s'écrase dans l'océan Pacifique aux environs des îles Gambier. L'échec de cette mission est évalué à 424 millions de dollars américains. Il est dû à des pièces défectueuses fournies par le fabricant Sapa Profiles Inc., (aujourd'hui Hydro Extrusion Portland Inc.) a remboursé 46 millions de dollars à la NASA, qui fraude sur la qualité de ses produits.

## Objectifs
Le climat de la Terre dépend de l'équilibre qui s'établit entre le rayonnement solaire qui atteint l'atmosphère terrestre et la manière dont l'atmosphère et la surface du sol réfléchissent, absorbent cette énergie puis rejettent en partie celle-ci dans l'espace. Les changements à long terme de l'irradiance (l'énergie émise par le Soleil) et de la composition de l'atmosphère entraînent des changements globaux du climat de la Terre et modifient les conditions météorologiques locales avec des répercussions sur les conditions de vie des communautés humaines. Dans ce contexte Glory devait remplir les objectifs suivants :
- Mesurer avec une grande précision l'irradiance du Soleil en prenant la suite d'une longue série d'engins spatiaux chargés de cette tâche.
- Mesurer les caractéristiques physiques et chimiques des aérosols (composés organiques, composés soufrés, etc.) et des nuages ainsi que leur distribution dans l'espace. Ces mesures doivent être faites de manière exhaustive et avec une précision permettant de mesurer leur effet direct et indirect sur le climat.

## Caractéristiques techniques
Glory est un satellite de 545 kg, dont 45 kg de carburant, stabilisé sur 3 axes. Il doit être placé sur une orbite héliosynchrone circulaire à 705 km d'altitude avec une inclinaison de 98,2°. Sa durée de vie est de 3 ans avec une durée espérée de 5 ans. Le satellite réutilise la plate-forme du projet Vegetation Canopy Lidar abandonné à la suite de difficultés rencontrées dans la mise au point de son instrument scientifique. Dans sa configuration de lancement, panneaux solaires repliés, il est haut de 1,9 mètre pour un diamètre de 1,4 mètre.

### Instruments
Le satellite comporte trois instruments :
- Total Irradiance Monitor (TIM) : est constitué de quatre radiomètres montés sur une plate-forme constamment pointée vers le Soleil, enregistrant l'irradiance de celui-ci avec une très grande précision.
- Aerosol Polarimetry Sensor (APS) : est un capteur qui mesure les caractéristiques des aérosols en lumière visible et en proche infrarouge.
- Cloud Camera : la caméra des nuages n'est pas véritablement un instrument mais elle permet de corriger les données fournies par l'APS. C'est un imageur qui permet de déterminer la couverture nuageuse.

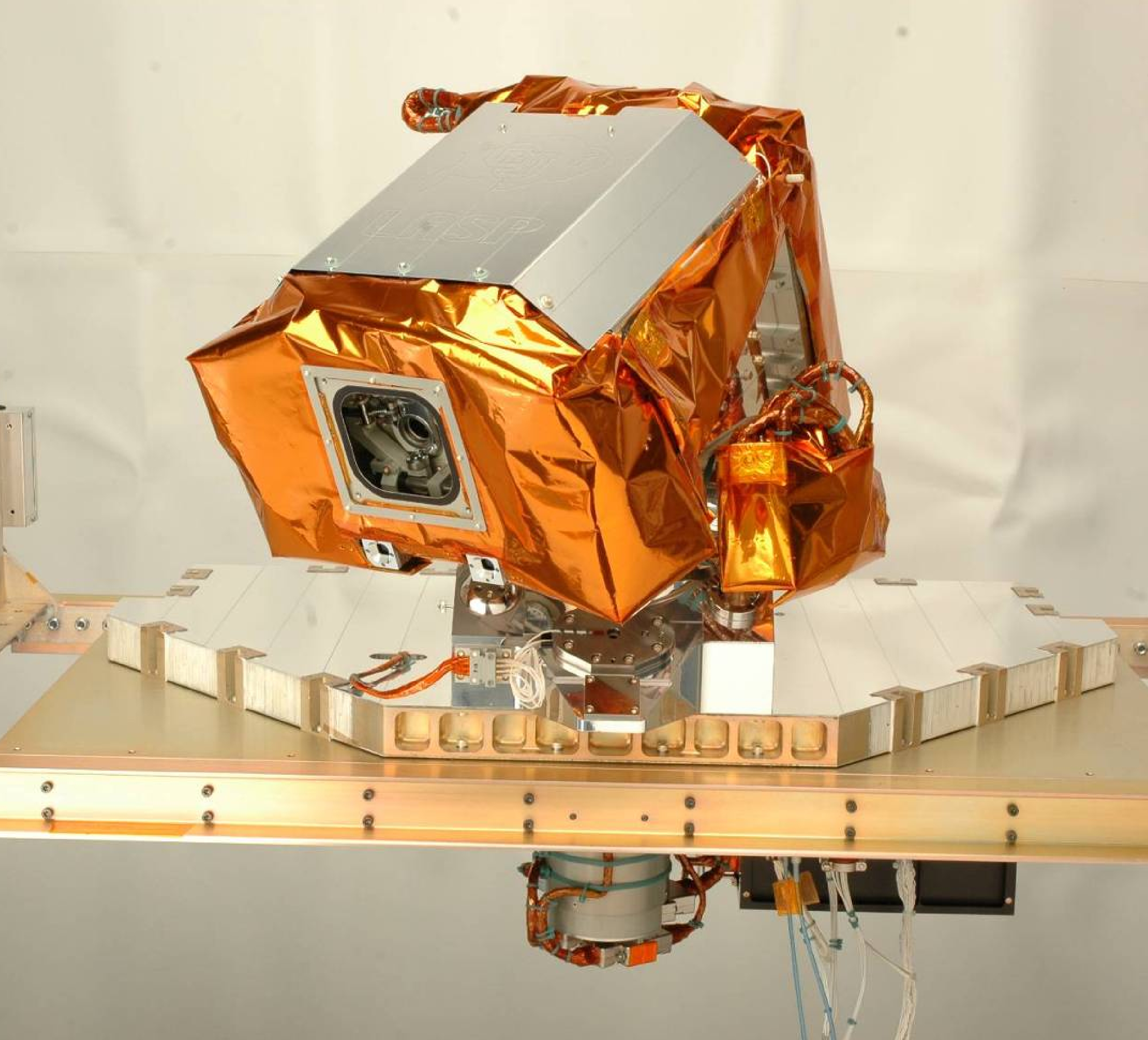
TIM mesure l'irradiance.
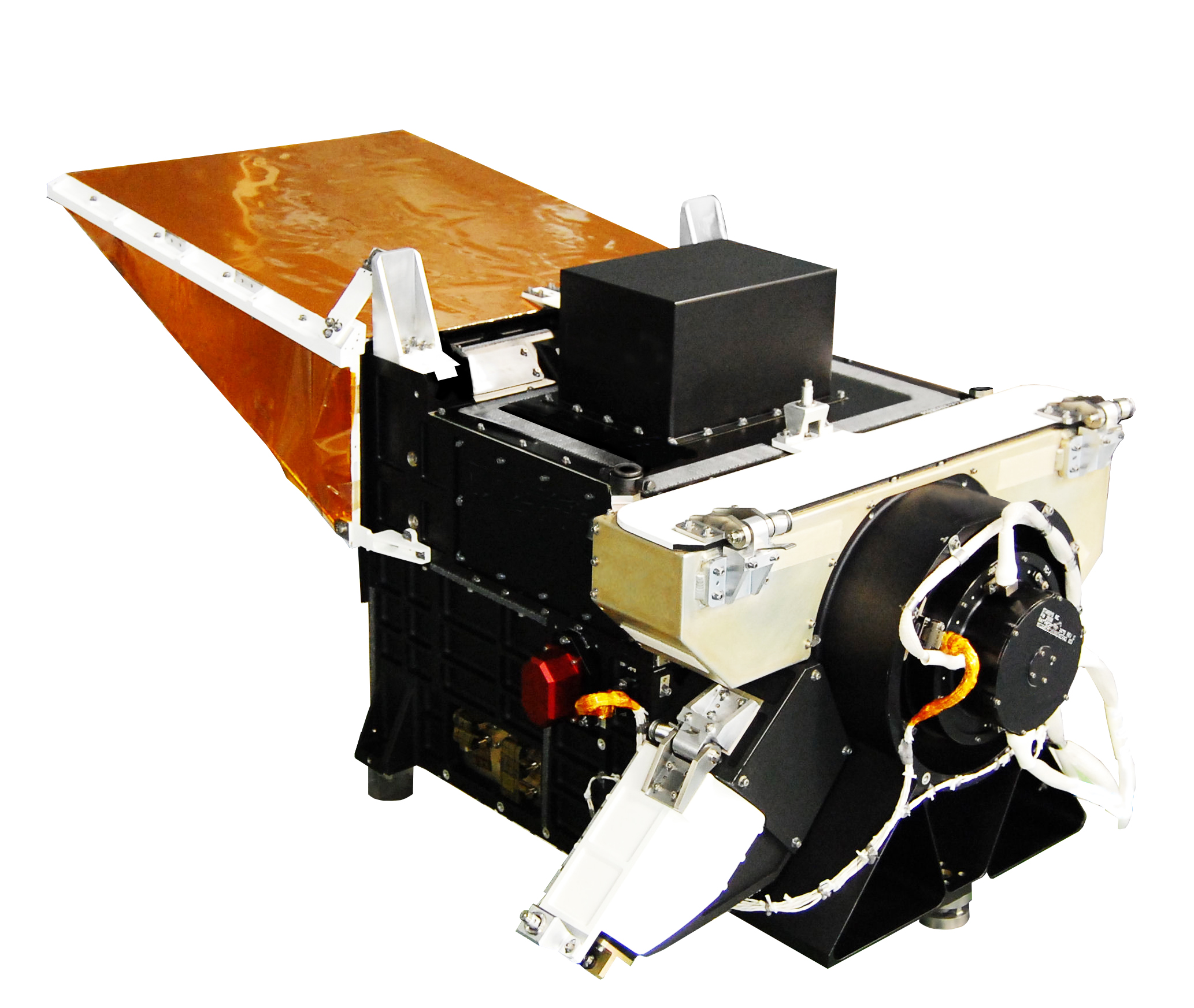
APS mesure les caractéristiques des aérosols.
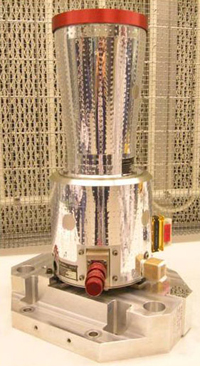
La caméra CC détermine la couverture nuageuse.

## Annexe